# La Vierge à la grenade
La Vierge à la grenade (en italien : Madonna della melagrana) est une peinture religieuse de Sandro Botticelli, un tondo de 143,5 cm datant de 1487 environ, conservé à la galerie des Offices à Florence.

## Histoire
C'est une œuvre de la maturité de Botticelli.
Une mention de Milanesi indique une commande d'un tondo avec Vierge et Enfant, en 1487, de la part de la magistrature florentine des Massai di Camera afin de décorer leur propre Salle des Audiences qui se trouvait au Palazzo Vecchio. L'identification a été effectuée par Herbert Horne, qui reconnut sur la corniche la décoration à fleur de lys sur champ d'azur, laissant supposer une exposition publique de l'œuvre, célébrant l'alliance historique avec les Français. Néanmoins l'impossibilité de retrouver le document original a fait douter une partie de la critique quant à la chronologie même si la paternité du maître n'a jamais été mise en doute. Certains comme Ulmann, situent son exécution avant 1480, d'autres comme Arnold Bode, suivi de August Schmarsow, Yaschiro et Adolfo Venturi la situent après le séjour à Rome de l'artiste (1482 environ) et enfin Van Marle entre 1480 et 1481.
Il en existe diverses copies d'« atelier », conservées à la Gemäldegalerie de Berlin, à la collection Wernher de Londres et à la collection Aynard à Lyon.

## Thème
L'œuvre reprend un des thèmes de l'iconographie chrétienne, celui de la Vierge Marie représentée avec l'Enfant Jésus entourés d'anges, et tenant une grenade au symbolisme récurrent.

## Description

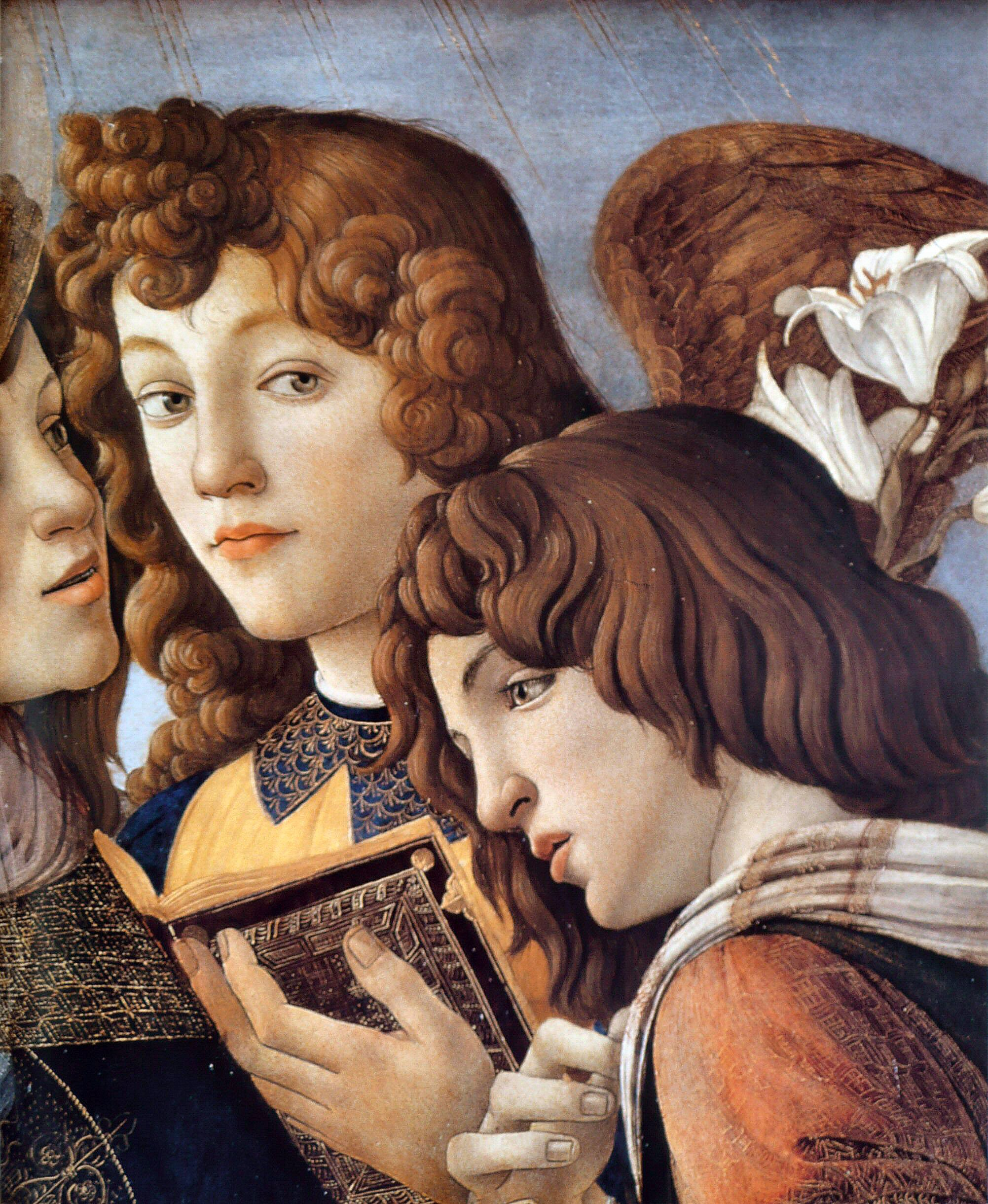
Détail des anges.

La Vierge, au centre de la composition, est représentée de face, pensive, habillée d'un ample habit bleu foncé tenant l'Enfant sur ses genoux, entourée de six d'anges postés en arc et dont les regards sont dirigés en divers points.
Deux anges tiennent un livre ouvert. Les anges situés aux extrémités (dont les ailes sont bien visibles) sont appuyés sur un feston de roses blanches et rouges ; les autres anges, plus proches du visage de la Vierge, ne sont vus que par leurs têtes expressives.
Le texte brodé sur l'étole de l'ange de gauche AVE GRATIA PLENA invoque l'Annonciation.
Le rendu dans le détail des vêtements et des coiffures élaborées est particulièrement détaillé.
La scène se situe sur un fond bleu azur surmonté d'un ovale doré d'où descendent des rayons.
Seuls la Vierge et l'Enfant sont auréolés.

## Analyse

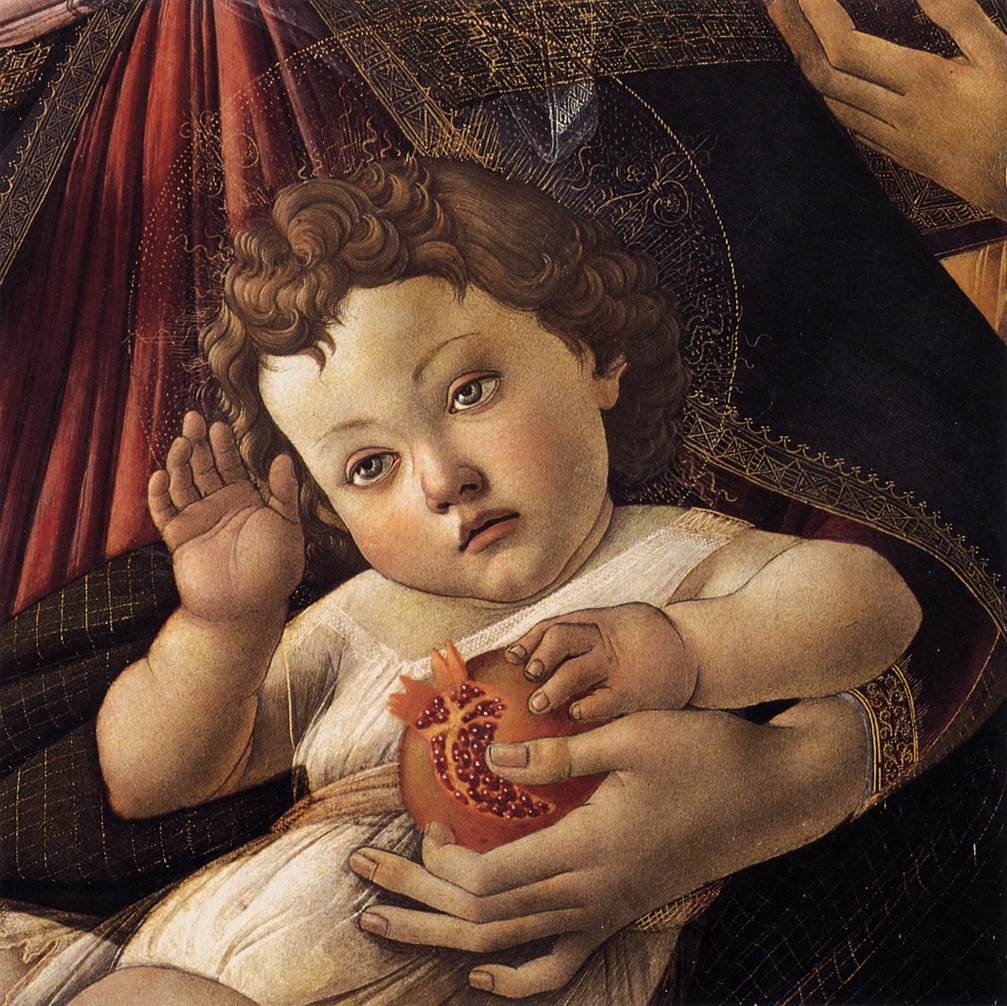
Détail

La grenade que Marie tient à la main et que l'Enfant goûte symbolise la fertilité et la noblesse et la couleur rouge des fruits, le sang de la Passion du Christ.
La physionomie de l'Enfant est typique de Botticelli avec des formes arrondies et une expression de légère mélancolie. La figure de Marie est allongée et souple dans sa conception, bien plus que dans les œuvres de Fra Filippo Lippi.
Le maître prend un soin extrême pour rendre les plis réguliers des vêtements, le détail des motifs et la transparence des voiles.
Selon une étude du chirurgien et expert en médecine artistique Davide Lazzeri, Botticelli se serait inspiré des études anatomiques de Léonard de Vinci, dans le fruit tenu dans la main de l'enfant Jésus, un détail formé par le placement des graines présenterait un cœur avec ses ventricules.

## Autrestondide la Madone chez Botticelli
- La Madone du pavillon (1493), de 65 cm de diamètre, conservée à la pinacothèque Ambrosienne de Milan.
- La Vierge à l'Enfant avec le petit saint Jean (1490/1500), de 74 cm de diamètre, conservée au musée d'Art de São Paulo.
- La Madone du Magnificat (1481), 118 cm de diamètre, conservée à la galerie des Offices de Florence.